# Puente de Castrogonzalo
El puente de Castrogonzalo (figura igualmente como puente de Castro-Gonzalo y puente Mayor) es una infraestructura civil de origen medieval ubicada sobre el río Esla, en las cercanías del municipio de Castrogonzalo (Benavente, provincia de Zamora, España). Parte de la fábrica que puede verse a comienzos del siglo XXI es obra posterior del siglo XVI de los canteros Juan de Nates y Felipe de la Cájiga. El puente tuvo su protagonismo como un objetivo militar durante la guerra de la Independencia Española debido a la importancia de su posición, dando lugar a lo que se ha denominado carrera de Benavente. El puente posee la posición estratégica de enlace entre Galicia y Asturias con la meseta castellana. A comienzos del siglo XXI un puente paralelo da soporte viario a la A-6.

## Historia
Es posible que el puente diera soporte a la calzada romana de la Vía de la Plata para cruzar el río Esla en los primeros instantes de la romanización de la península ibérica. Se documenta su historia en el siglo XIV debido a su uso como fuente de tributos (generalmente el cobro del pontazgo). Durante la guerra de la Independencia Española el general inglés John Moore decide volarlo con el objeto de detener el avance francés hacia el territorio de Galicia. En 1808 se emprende su reconstrucción con el objeto de continuar el servicio que prestaba.

## Características
El puente posee unos veinticuatro arcos apuntados característicos. Es muy posible que el ejemplar existente a comienzos del siglo XXI corresponda a un puente romano que se abandonara en los siglos XII o XIII construyendo un puente paralelo al mismo y a muy corta distancia, que le sirvió de cantera.